# Paccar
Paccar Inc. ist einer der größten Lkw-Hersteller aus den Vereinigten Staaten. 2018 belegte das Unternehmen weltweit den 7. Platz für Nutzfahrzeuge mit einem zulässigen Gesamtgewicht von über 16 Tonnen. Der Hauptsitz des an der Nasdaq und im S&P 500 gelisteten Unternehmens befindet sich nahe Seattle in Bellevue im US-Bundesstaat Washington.
Paccar beschäftigte 2022 rund 31.000 Mitarbeiter weltweit.

## Unternehmensgeschichte
William Pigott Senior gründete das Unternehmen 1905 als Seattle Car Manufacturing Company in Bellevue, die zunächst Eisenbahn- und Holzfäller-Ausstattung herstellte. Nach dem Zusammenschluss mit dem Unternehmen Twohy Brothers aus Portland in Oregon wurde die Firma in Pacific Car and Foundry Company geändert.
Das Unternehmen stellte von Pferden oder Ochsen gezogene Holzfahrzeuge her, die insbesondere für die Holzindustrie der dichten, hügeligen Wälder im Nordwesten der USA geeignet waren. In den folgenden Jahren spezialisierte sich das Unternehmen auf Luftbremsen, offene Autos, Kühlwagen für den Versand von leicht verderblichen Produkten und Anhängern bzw. Aufliegern, die von einer Zugmaschine gezogen werden konnten. Das Unternehmen stellte auch Baustahl für die Verwendung in Säulen und Trägern her. Im Jahr 1924 verkaufte der Gründer, William Pigott, eine Mehrheitsbeteiligung am Unternehmen „American Car and Foundry Company“. Doch sein Sohn Paul Pigott kaufte diese Anteile 1934 zurück.
Nach dem Börsencrash stiegen die Gewinne des Unternehmens während der Great Depression im Jahr 1930 zunächst noch, aber in deren weiterem Verlauf wurde Pacific Car and Foundry Company schwer getroffen. In den späten 1930er Jahren erhielt der Konzern Regierungsaufträge für die Lacey V. Murrow Memorial Bridge und auch Aufträge von anderen Unternehmen.

### Im Zweiten Weltkrieg
Während des Zweiten Weltkriegs partizipierte Pacific Car and Foundry Company an der großen Nachfrage nach Stahl für Flugzeuge, Flughäfen, Brücken, Kriegsschiffe, Autobahnen und anderem, das dazu beitrug, die amerikanische Infrastruktur für die Beteiligung am Zweiten Weltkrieg zu unterstützen. Der Konzern baute für Boeing Tragflächen für die B-17-Bomber sowie Sherman-Panzer für die US-Armee. Das Unternehmen war in der Lage, fast alle Teile für die Panzer in der eigenen Gießerei herzustellen. Andere Militärfahrzeuge, die gebaut wurden, waren der Panzertransporter M25 und der T28. Ein anderes kriegswichtiges Unternehmen, „Everett Pacific Shipbuilding and Dry Dock Company“, wurde nach der Gründung 1942 von Pacific Car and Foundry im Jahre 1944 gekauft, es baute Schiffe für die US-Marine in Port Gardner Bay in Everett.

### Nach dem Zweiten Weltkrieg
Nach dem Ende des Zweiten Weltkriegs war „Pacific Car and Foundry Company“ ein Generalunternehmer, der während des Koreakriegs Panzer produzierte. Im Jahr 1945 kaufte das Unternehmen die „Kenworth Motor Truck Corporation“. Kenworth produzierte seit 1923 Lastwagen in Seattle. Während des Zweiten Weltkriegs wurde die Produktion auf Militär-Lkw und Flugzeug-Baugruppen für die US-Armee verlagert. Nach dem Krieg wurde der Schwerpunkt auf zivile Nutzfahrzeuge und Busse verlegt.
Im Jahr 1954 erwarb Pacific Car and Foundry Company die Peterbilt Motors Company, in Oakland, Kalifornien. und 1958 die Dart Truck Company in Kansas City, Missouri. Dieses Unternehmen baute in erster Linie schwere Lkw und Spezialfahrzeuge. Peterbilt war ein wichtiger Wettbewerber von Kenworth, der viele Arten von Lkw und Bussen produzierte. Die Steel Division lieferte den Stahl für den Bau der Seattle-First National Bank Zentrale und das Space Needle in Seattle im Jahr 1961. Das Unternehmen stellte insgesamt 5.668 Stahlplatten her, die für das World Trade Center (1973–2001) in New York City verwendet wurden.

### 1970 bis 1990
1972 wurde die Firma offiziell in Paccar Inc. geändert, der Name „Pacific Car and Foundry Company“ bezeichnete weiterhin einen Unternehmensbereich. Trotz der Rezession 1974 gelang es Paccar, den Umsatz im Laufe der 1970er Jahre zu erhöhen. Paccar kaufte 1973 „Wagner Mining Company“, die Bergbaufahrzeuge herstellte. Im Jahr 1975 wurde „International Car Company“ und 1980 „Foden Trucks“, ein britischer Lkw-Hersteller, gekauft. Foden verkaufte Lastwagen in Europa und Afrika. Das Paccar Technical Center wurde 1980 in Mount Vernon, Washington, als Forschungs- und Testanlage aufgebaut. Die Anlage besitzt Teststrecken, Motortestzellen, Materialien-Prüflaboratorien und Strukturlabors.
In der Mitte der 1980er Jahre fiel der Anteil von Paccar an schweren Lkw in den USA auf etwa 18 % wegen des aggressiven Wettbewerbs des Mitbewerbers Freightliner Trucks, einer Tochtergesellschaft der Daimler AG. Wegen dieser Situation war Paccar gezwungen, im Jahr 1986 sein Montagewerk in Kenworth, Kansas City, und sein Werk in Peterbilt, Newark, Kalifornien, zu schließen. Paccar erwarb 1986 „Trico Industries“, einen Hersteller von Öl-Explorations-Ausrüstungen mit Sitz in Gardena, Kalifornien, um seine Abhängigkeit vom Markt der schweren Lkw zu reduzieren. Paccar interessierte sich für die Lkw-Sparte von British Leyland, die im Eigentum der Rover-Gruppe stand. Jedoch entschied sich das Rover-Management für einen Verkauf an DAF Trucks. Die Dart Truck Company und Wagner Mining Equipment Company wurden in den Jahren 1984 und 1989 verkauft, um profitabel zu bleiben.

### Nach 1990

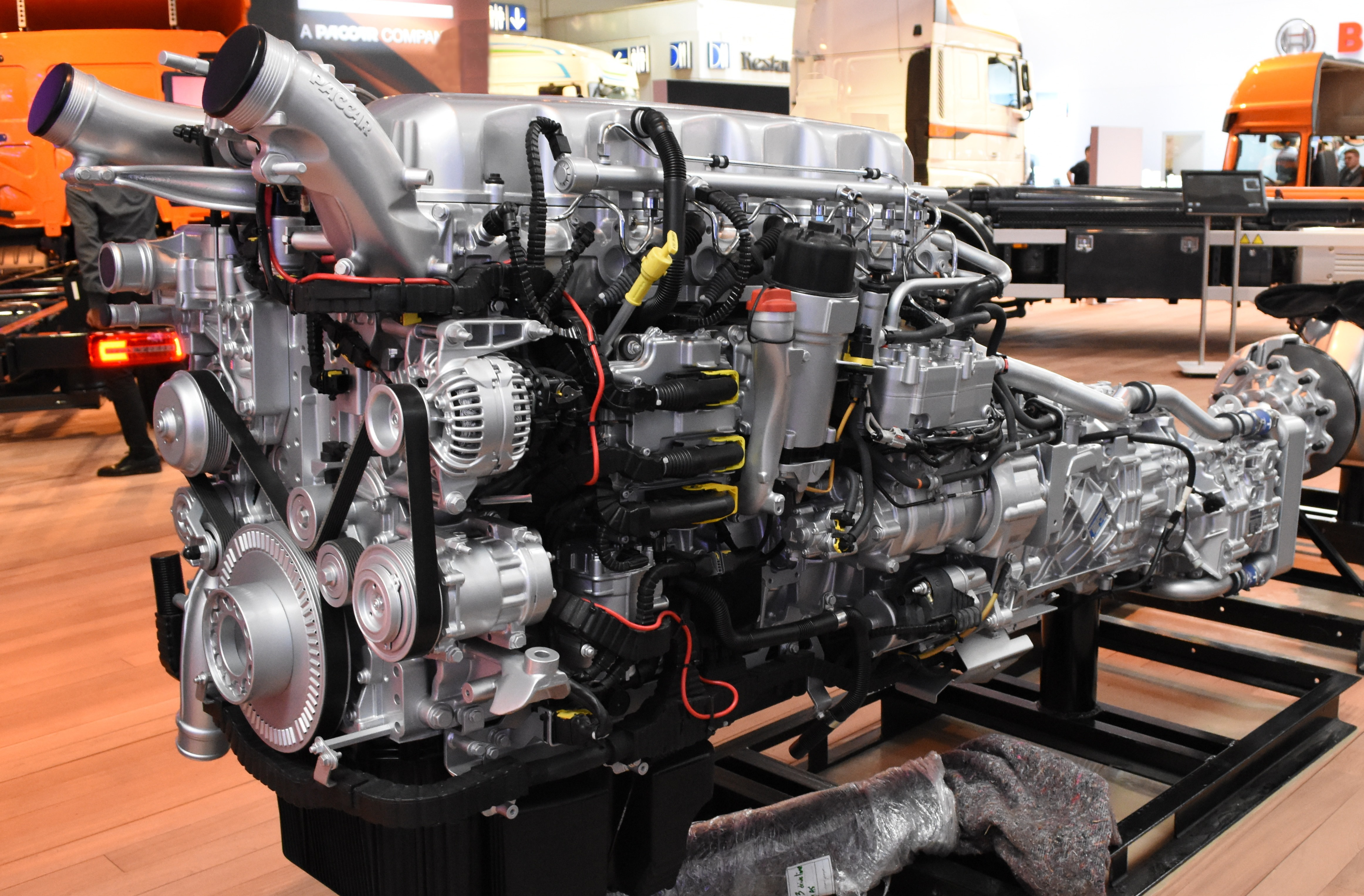
Paccar-Dieselmotor MX-13 mit Getriebe auf der IAA 2016 in Hannover. Hubraum 13 Liter; 380 bis 500 PS

Paccar Parts wurde 1992 in Seattle, Washington, ins Leben gerufen. Im selben Jahr erwarb Paccar eine 21-prozentige Beteiligung an der „Wood Group ESP“, um seine Ölfeldausrüstungssparte zu stärken. Im Jahr 1993 kaufte Paccar das Seilwindengeschäft des Baumaschinenherstellers Caterpillar. Im Jahr 1994 begann das Unternehmen mit dem Verkauf seiner Lkw in Neuseeland und betrat neue Absatzmärkte in Asien und Mittel- und Südamerika. 1995 gründete das Unternehmen seine mexikanische Tochtergesellschaft Vilpac S.A. Inzwischen war die Seilwindenabteilung zu einem der größten Anbieter der Welt aufgestiegen. 1996 wurde der niederländische Lkw-Produzent DAF gekauft, zwei Jahre später folgte Leyland Trucks.
2013 wurde ein DAF-Montagewerk in der brasilianischen Großstadt Ponta Grossa eröffnet.
Paccar-Fahrzeuge werden mittlerweile in mehr als 40 Ländern vertrieben. Mit seinen Marken Peterbilt, Kenworth und DAF belegte Paccar 2014 den zweiten Platz bei den Produktionszahlen in den USA, Kanada und Mexiko.